# Gustav Hartmann (Politiker, 1875)
Gustav Hartmann (* 27. Juni 1875 in Walldorf; † 30. Mai 1940 in Heidelberg) gehörte von 1913 bis 1933 dem badischen Landtag an. 

## Leben
Er war der Sohn eines Zimmermanns in Walldorf, wurde katholisch getauft und besuchte bis 1889 die Volksschule seines Heimatortes, bevor er in der Walldorfer Zigarrenfabrik arbeitete, wo er eine Lehre zum Zigarrenmacher absolvierte und 1903 schließlich Werkmeister wurde. Er engagierte sich bereits in jungen Jahren gewerkschaftlich, absolvierte eine volkswirtschaftliche Fortbildung beim katholischen Arbeiterverein in Mönchengladbach und erhielt 1905 eine Festanstellung beim Zentralverband christlicher Tabakarbeiter Deutschlands in Heidelberg. Von 1909 bis 1913 war er Hauptkassier des Verbands in Düsseldorf, danach 2. Vorsitzender des Verbands in Heidelberg. Er zählte zum Kuratorium des Reichstabakforschungsinstituts und wirkte bei mehreren Schriften zur sozialen Lage der Zigarrenarbeiter mit. Von 1913 bis 1918 gehörte er als Abgeordneter des 54. Wahlbezirks (Teile der Amtsbezirke Wiesloch und Bruchsal) der Zweiten badischen Kammer an, wo er zur Zentrumsfraktion zählte und Mitglied der Budgetkommission war. Aufgrund eines Herzleidens war er vom Militärdienst im Ersten Weltkrieg freigestellt. Nach 1919 gehörte er dem badischen Landtag zunächst als Abgeordneter des Wahlkreises 4 (Landkommissärbezirk Mannheim), ab 1921 des Wahlbezirks 7 (Kreise Heidelberg und Mosbach) und ab 1929 des Wahlbezirks 17 (Sinsheim und Wiesloch) an. Er setzte sich insbesondere für die sozialen Belange der Tabakarbeiter ein.